# Call of Duty: Black Ops 4
Call of Duty: Black Ops 4 (Eigenschreibweise: Call of Duty: Black Ops IIII; abgekürzt BO4) ist ein Ego-Shooter des US-amerikanischen Entwicklungsstudios Treyarch, der am 12. Oktober 2018 als 15. Teil der Call-of-Duty-Spielreihe veröffentlicht wurde. Das Spiel ist erhältlich für PlayStation 4, Xbox One und Microsoft Windows über die Activision eigene Spieleplattform Battle.net.

## Spielmodi

### Mehrspieler
Wie auch in den letzten Call-of-Duty-Teilen liefert Call Of Duty: Black Ops 4 einen Multiplayer mit einer Match-Größe von maximal bis zu 12 Spielern. Insgesamt gibt es im Mehrspieler 27 Waffen, die sich der Spieler nach und nach freischalten kann. Dabei gibt es eine breite Palette von Schusswaffen. Klassische Waffeninterpretationen, wie die in Black Ops 4 gezeigte KN-57 (modernere Variante der AK-47, AKM, AK-12) oder die Rampart 17 (modernere Variante der FN SCAR-H) sind ebenfalls enthalten.

### Zombies
Der seit Call of Duty: World at War enthaltene Zombiemodus steht auch in Black Ops 4 wieder zur Verfügung. Standardmäßig gibt es drei Maps (Karten). Eine vierte Map bekommt man jedoch, wenn man die „Digital Deluxe Edition“ vorbestellt hat oder den optionalen Season-Pass kauft.

#### Voyage of Despair
Die erste der drei, mit Season Pass vier Karten, nennt sich Voyage of Despair. Sie spielt auf der Titanic im Jahre 1912, kurz vor dem Ersten Weltkrieg. Diese Map spielt in der neuen Chaos-Storyline, welche ebenfalls vier neue Hauptcharaktere umfasst.

#### IX
Die Karte IX oder auch Nine (zu dt. „Neun“) enthält ein Gladiatorenstadion, wie es damals die Römer hätten bauen können, als Szenerie. Dennoch stehen den neuen vier Charakteren immer noch Schusswaffen zur Verfügung. Jedoch gibt es sogenannte „Spezialwaffen“, welche sich nach einer Zeit, oder durch das Aufheben des Pickups „Volle Energie“, aufladen lassen. Insgesamt gibt es vier dieser Spezialwaffen: das „Chakram der Rache“, den „Hammer von Valhalla“, das „Zepter von Ra“ und die „Viper und Drache“.

#### Blood of the Dead
Blood of the Dead ist ein Remake der aus Black Ops II bekannten Karte Mob of the Dead, welche auf der Gefängnisinsel Alcatraz spielt. Diese Map zeigt die alte „Aether“-Storyline, welche so bereits seit CoD: Black Ops existiert.

#### Classified
Diese Map bekommt der Spieler nur durch Kauf der „Digital Deluxe Edition“ oder durch Erwerben des Season Pass. Diese Karte ist ebenfalls ein Remake der aus Black Ops bekannten Map Five. Noch in Black Ops spielte man John F. Kennedy, Fidel Castro, Richard Nixon und Robert McNamara. Diese wurden jedoch in Black Ops 4 durch die Charaktere der Aether-Storyline getauscht. Die Karte Classified schickt das als Szenerie gewählte Pentagon in die Welt der Zombies.

### Blackout
Der neueste Spielmodus der Egoshooter-Serie heißt Blackout. Der Battle-Royale-Modus umfasst bis zu 100 Spieler, welche gleichzeitig auf einem Server entweder im Solo- (auf 88 Spieler begrenzt), Duo- oder Squad-Modus (umfasst 4 Spieler) gegeneinander kämpfen. Als erstes wird man hierbei in einem Helikopter, aus welchem man mit der Aktionstaste herausspringen kann, starten. Hierbei ist die Flugrichtung der Helikopter immer zufallsgeneriert. Wenn man sich dem Boden nähert, wird automatisch ein Fallschirm geöffnet. Am Boden angekommen gilt es für den Spieler Waffen und Ausrüstung, wie etwa eine Schutzweste, Granaten oder Gadgets wie Stacheldraht oder einen Sensor-Pfeil, zu finden. An die Schusswaffen lassen sich am Boden gesammelte Aufsätze anbringen, welche etwa die Stabilität beim Zielen verbessern. Das letzte Team oder der letzte Spieler hat gewonnen. Die Karte wird von Activision und Treyarch selbst als „größte jemals in einem Call of Duty“ gebaute Karte bezeichnet.

## Kritik
Call of Duty stand in den letzten Jahren immer mehr in der Kritik. Mit diesem Ableger ist es nicht anders. Die versprochenen „Rückstoßmuster“ sind bislang immer noch nicht im Spiel integriert. Kritisiert wird ebenfalls das Season-Pass-Modell des Spiels. So bekommt man beim Kauf von diesem eine zusätzliche Zombie-Karte, welche auch so hätte veröffentlicht werden können. Des Weiteren werden die DLCs, welche allesamt im Season-Pass mit inbegriffen sind, wie in vorherigen Call-of-Duty-Ablegern, vier Mehrspieler und eine Zombie-Karte beinhalten. Auch wurde das Fehlen eines Kampagnenmodus bemängelt, da dieser ursprünglich ein Aushängeschild der Serie war.

### Lootboxen
Bis jetzt sind die Lootboxen nur im sogenannten Schwarzmarkt oder Black Market erhältlich. Man kann sie durch Aufstieg von „Tiers“ (ähnliche Funktionsweise wie leveln) bekommen.

## Rezeption
Das Fehlen einer Solo-Kampagne sei enttäuschend. Der Blackout-Modus kombiniere die besten Elemente aus Fortnite und PUBG: Battlegrounds und konzentriere sich auf das Wesentliche, ergänzt um Komfortfunktionen. Es mische das schnelle und flüssige Bewegungsgefühl von Fortnite mit dem eher ernsteren Ton und Waffen-Ballistik von PUBG. Die Spielbalance sei behutsam verfeinert worden. Die neuen Spielmodi Control und Heist setzen auf Teamplay. Der Zombiemodus sei gut für Einsteiger geeignet. Es sei das beste Mehrspieler-Erlebnis der Serie. Die Mehrspieler-Duelle erfordern viel Übung und Geduld. Online spielen zahlreiche sehr geübte Spieler, gegen die man als Neuling keine Chance habe. Black Ops 4 überzeuge trotz gestrichener Kampagne durch seinen Umfang. Die Spielmodi überzeugen, wobei der Blackout das Paket sehr stark kannibalisiere und im Vergleich zu Konkurrenzprodukten als Vollpreistitel deutlich teurer sei. Es sei PUBG: Battlegrounds insbesondere bei der Performance sehr überlegen und besäße viele Alleinstellungsmerkmale. Die Schauplätze seien sehr detailliert und voller lustiger Anspielungen aus vorherigen Teilen. Für Einzelspieler sei Black Ops 4 ungeeignet. Die Grafikengine sei im Vergleich zu Konkurrent Battlefield zu leblos. Der Battle-Royale-Modus auf der weitläufigen Karte sorge für spannende Duelle. Technische Fehler und Lags treten jedoch öfters zu Tage, insbesondere auf der PlayStation 4. Die später eingefügten Mikrotransaktionen greifen in den Mehrspielermodus ein, weshalb 4Players nachträglich abwertete.